# MSC Opera
Die MSC Opera ist ein Kreuzfahrtschiff, das im Jahr 2004 im Auftrag der Reederei MSC Cruises als Schwesterschiff der MSC Lirica gebaut wurde. Sie wurde bis zur Indienststellung der MSC Musica als das Flaggschiff der Reederei geführt. Das Schiff ist unter der Billigflagge Panama registriert.

## Geschichte

### Bau und Indienststellung
Das Schiff wurde mit der Baunummer L32 auf der Werft ALSTOM Chantiers de l’Atlantique in Saint-Nazaire gebaut. Die Schiffstaufe durch Sophia Loren fand am 26. Juni 2004 statt.

### Einsatz
Nach der Indienststellung wurde die MSC Opera für Kreuzfahrten in europäischen Gewässern (Mittelmeer, Ostsee) eingesetzt. Während des Winters kommt sie auch in der Karibik zum Einsatz. 2014 machte sie in der Sommersaison Westeuropareisen ab IJmuiden, in der Wintersaison 2014/2015 machte sie Kurzreisen in Südafrika.
Vom 2. Mai bis 4. Juli 2015 wurde die MSC Opera durch die italienische Werft Fincantieri auf 275 Meter verlängert, mit modernerer Technik und neuen Möglichkeiten zur Unterhaltung der Gäste ausgestattet. Im Rahmen des sogenannten „Renaissance-Programms“ der Reederei wurde dabei sowohl bei ihr als auch bei allen anderen Schiffen der Lirica-Klasse die maximal zulässige Passagierzahl durch etwa 200 zusätzliche Kabinen auf 2680 angehoben.

## Zwischenfälle
- Während einer Ostseekreuzfahrt kam es am Morgen des 14. Mai 2011 zu einem technischen Defekt in der elektrischen Anlage des Schiffes. Der Schiffsbetrieb konnte zunächst mit der Notstromversorgung aufrechterhalten werden. Nach einem erneuten technischen Problem, das sich am Morgen des 15. Mai 2011 ereignete, fiel die Stromversorgung komplett aus und das Schiff trieb manövrierunfähig vor der schwedischen Insel Gotland. Ein Schlepper brachte die MSC Opera zu Reparaturarbeiten in den Hafen von Nynäshamn.[2] Die Kreuzfahrt wurde abgebrochen.
- Am 2. Juni 2019 lief die MSC Opera unkontrolliert gegen eine Anlegestelle im Kanal von Giudecca, Venedig und rammte dabei das angedockte Flusskreuzfahrtschiff River Countess.[3] Dabei verletzten sich 5 Personen, zudem gingen mehrere Personen über Bord des Flusskreuzfahrtschiffs.[4] Der Kapitän wurde zu einer Haftstrafe von fünf Monaten verurteilt, die in eine Geldstrafe umgewandelt wurde.[5]

## Maschinenanlage und Antrieb
Die dieselelektrische Maschinenanlage der MSC Opera besteht aus vier Generatorsätzen, bei denen je ein 12-Zylinder-Dieselmotor der Baureihe 38 des finnischen Herstellers Wärtsilä mit einem Generator gekoppelt ist. Diese Maschinensätze versorgen das komplette Schiff mit elektrischer Energie. Die Abwärme der Motoren wird unter anderem für die Trinkwasseraufbereitung genutzt.
Der eigentliche Antrieb des Schiffes erfolgt über zwei im Heck angeordnete Propellergondeln des Typs Rolls-Royce „Mermaid“ (dt. „Meerjungfrau“), die zum Steuern um 360 Grad gedreht werden können. Die in den Gondeln eingebauten Elektromotoren treiben in Fahrtrichtung voraus angeordnete Festpropeller (Zugpropeller) mit einer Drehzahl von bis zu 170/min an. Diese Technik ermöglicht eine hohe Manövrierfähigkeit und erzeugt nur geringe Vibrationen und Geräusche.